# Viaggio nel futuro
Viaggio nel futuro (Year Million) è una miniserie televisiva del 2017.

## Trama
"Anno milione" indica un futuro indeterminato quando la tecnologia cambierà la vita dell'umanità.

## Episodi
- Homo Sapiens 2.0
- Immortalità
- Corpi virtuali
- Menti connesse
- Nuove fonti di energia
- Mondi sconosciuti